# Liparochrus sulcatus
Liparochrus sulcatus là một loài bọ cánh cứng trong họ Hybosoridae. Loài này được Montrouzier miêu tả khoa học năm 1860.